# .hk
.hk је највиши Интернет домен државних кодова (ccTLD) за Хонгконг. Направљен је 1990. године.
До 2004. године, било је јако мало другостепених домена испод .hk, јер је било могуће регистровати само трећестепене домене. Следе главни другостепени домени:
.com.hk - комерцијални ентитети
.edu.hk - образовне институције
.gov.hk - влада
.idv.hk - особе
.net.hk - мрежни сервисни провајдери
.org.hk - непрофитне организације
Међутим, од 2004. постало је могуће регистровати другостепене .hk домене, тако да ће ови ускоро постати уобичајени.